# Оханет
Оханет – група газоконденсатних родовищ на сході Алжиру, розробку якої організували в межах одного проекту.

## Загальна інформація
До проекту Оханет включили чотири родовища, виявлені ще наприкінці 1950-х – на початку 1960-х років:
- виявлене на глибині 2,75 км у відкладах ордовика газове родовище Оханет;
- три розташовані на глибинах від 2,3 до 2,7 км у девонських відкладах родовища – газоконденсатне із нафтовою облямівкою Оханет, газоконденсатне Ін-Адауї (в обох випадках поклади знаходяться над ордовиковим резервуаром Оханет) та газове Демета-Захід.
За період після відкриття зазначені родовища були досліджені шляхом спорудження понад шести десятків розвідувальних та оціночних свердловин. Запаси проекту визначили як 100 млрд м3, 116 млн барелів зрідженого нафтового газу (ЗНГ, пропан-бутанова фракція) та 107 млн баррелів конденсату. 

## Розробка
Розробку Оханет організував консорціум інвесторів у складі BHP(35%), Japan Ohanet Oil & Gas (30%, в свою чергу належить японським компаніям Japanese National Oil Corporation, ITOCHU та Teikoku Oil із частками 50%, 35% та 15% відповідно), австралійської  Woodside Energy (15%) та Petrofac Resources (10%).
Видобуток стартував у 2003 році. Пластові флюїди надходять на газопереробний завод Оханет проектною потужністю по прийому 20 млн м3 на добу. 
Проект розробки передбачав наявність «плато», коли будуть щодобово продукувати 18,5 млн м3 товраного газу, 28 тисяч барелів ЗНГ та 30 тисяч барелів конденсату. В 2006-му фактичний видобуток склав 5,3 млрд м3, 11,7 млн барелів ЗНГ та 8,9 млн барелів конденсату, а пікового видоубтку досягнули в 2007-му. Після цього почалось стрімке падіння, так що до середини 2010-х видобуток скоротився більш ніж у три рази в порівнянні з піковим показником.